# Битва під Новим Двором
Битва під Новим Двором — відбулася 20-30 вересня 1655, в районі Нового-Двору-Мазовецького і міста Закрочим під час війни Речі Посполитої і Швеції.

## Передумови
18 серпня польський король Ян II Казимир зі свитою і придворними залишив Варшаву, а 8 вересня шведи зайняли столицю без опору. У цей час поблизу міста Закрочим під керівництвом губернатора Плоцька Яна Казимира Красинського, дислокувалась польське ополчення. Полишивши Варшаву головні сили шведської армії дісталися села Скерди, але спроба просуватися далі упиралась у річку Нарев, головокомандуючим прийнято рішення про форсування річки до міста Нового-Двору

## Перебіг битви
Польські війська зайняли позиції на пагорбі, розташованому біля річок Вісла, Богунарвія і Вкра. 21 вересня шведські війська діставшися Нового-Двору напали з півдня і швидко зайняли місто. Ґрунтуючись на попередньому досвіду, шведський командир сподівався переконати дворянство здатися без боротьби, однак 28 вересня отримав негативну відповідь.
Вранці 30 вересня після зведення мосту армія Стенбока перейшла річку Богунарву. Під прикриттям артилерійського вогнью шведи атакували польські розташування, це змусило супротивника поступово відступити на північ. Висока мобільність польського війська допомогла їм у критичний момент відірватися від шведів, які не змогли провести ефективне переслідування. Польські втрати були відносно невеликими — близько 300 убитих, 7 гармат і 500 возів.

## Наслідки
Незабаром після перемоги в битві шведи здобули Пултуськ і відкрили собі шлях до Лівонії.